# Long Bank SAC
Long Bank SAC este o arie protejată (arie specială de conservare — SAC, sit de importanță comunitară — SCI) din Irlanda întinsă pe o suprafață de 3.370,87 ha, integral marine.

## Localizare
Centrul sitului Long Bank SAC este situat la coordonatele 52°18′00″N 6°16′56″W / 52.300084°N 6.282113°V.

## Înființare
Situl Long Bank SAC a fost declarat sit de importanță comunitară în august 2001 pentru a proteja un număr necunoscut de specii din flora spontană și fauna sălbatică aflate în arealul zonei. Situl a fost protejat și ca arie specială de conservare în februarie 2016.

## Biodiversitate
Situată în ecoregiunea atlantică, aria protejată conține 1 habitat natural: Bancuri de nisip acoperite în permanență slab de apă marină.
La baza desemnării sitului se află un număr nedeclarat de specii protejate.